# Міран-шах
Джалал-ад-дін Міран-шах (1366—1408), третій син Тимура, намісник Хорасана в 1380—1399 роках. Матір'ю Міран-шаха була Менглібек Джан Курбані.
В 1380 році, в чотирнадцятирічному віці, Міран-шах перший раз взяв участь у поході на Хорасан. Після цього походу про нього починають відгукуватися як про дуже молодого, але хороброго воїна.
Після смерті брата Джахангіра, у 1376 році, Міран-шах одружується на онучці Узбек-хана Ханзаде бегім, що стає його головною дружиною. Також його дружинами були Даулат Гелді, дочка Паянд Султана з племені барлас і Урун Султан, дочка Суюргатмиш-хана.
З 1383 року Міран-шах правитель Хорасану.
За все життя Міран-шах брав участь майже у всіх походах Тимура. Відомо, що він був активним політичним діячем і до 1400 року користувався довірою свого батька.

## Початок політичної кар'єри
У 1392 під час «п'ятирічного походу» Міран-шах був призначений правителем Закавказзя, а у 1393 році Тимур призначив 27-річного Міран-шаха намісником в Північному Ірані, Іраку. Центр-місто Султанія в північному Ірані.
В 1396 році Міран-шах отримав контроль над Азербайджаном, головним чином, містом Солтані, колишньою столицею Ільханів та Тебрізом.
Улітку 1398 року він вирушив походом із Тебріза до Багдадського Джалайїра, але був змушений відкликати експедицію.
Тим часом до Тимура дійшли чутки, що син планує зрадити його. Тимур був розгніваний відмовою Міран-шаха вирішити проблему з податківцями на підкорених йому місцевостях. Ще однією причиною непорозумінь стала втрата Міран-шахом важливої фортеці Алінджака.

## Війни
Взимку 1386 року Міран-шах переміг вторгнення сил Золотої Орди на шляху до Персії.
У 1400 році, під час «семирічного походу», в області, підконтрольній Міран-шаху, почалися заворушення, і Тимур скинув свого сина, придушив заворушення і розбив ворогів.

## Дружини Міран-шаху
Міран Шах одружувався тричі:
- Долатгальді Ага, дочка Пайанди Султан бін Джахангір Барлас;
- Севін Бег Ага, відома як Ханзада, дочка Ах Суфі Хусейн Кункірат і Шукур Бег Ага, вдова і Джахангір Мірза;
- Урун Султан Ханіка, дочка Суюргатгамміша Хан Огедай;

Його наложницями були:
- Мурад Ага;
- Рупарвар Ага;
- Нігар Ага;
- Фаххіра Ага;
- Бахт Султан Ага;
- Долат Бахт Ага, жінка Фуладбукхані;
- Міхр Нуш Ага

## Діти і нащадки
У Міран-шаха було вісім синів:
- Султан Мухаммад;
- Суюргатмиш;
- Іджіль;
- Халіль-Султан;
- Умар;
- Абу Бакр;
- Мухаммед Тимур;
- Саїд Ахмед і кілька дочок[2].

Його онук Султан Абу-Саїд — син Султана Мухаммада, очолив державу Тимуридів в Мавераннахрі в 1451 році. 
Нащадок Міран-шаха Захір ад-дін Мухаммад Бабур став засновником держави Імперія Великих Моголів в Індії (1526—1858).

## Спадкування
Трагічне падіння з коня восени 1396 року негативно позначилося на здоров'ї Міран-шаха. Він пошкодив при падінні голову і обличчя, але лікарям вдалося більш- менш врятувати зовнішність Міран-шаха, проте на все життя у нього залишилися нервові, психічні та розумові розлади.
Через це Міран-шах не став кандидатом на пост Тимура. У 1405 році сину Тимура Абі Бакру вдалося вигнати Джалаїридів з Табрізу, а Міран-шах відновив себе в Азербайджані. У той же час, Міран Шах підтримав ще одного сина Халіль Султана у претензіях на престол. У 1405 році син закріплюється в Мавераннахрі.
Тим часом Міран-шах мав справу із зростаючою загрозою туркменів «чорними вівцями» під проводом Кара Юсуфа.

## Смерть

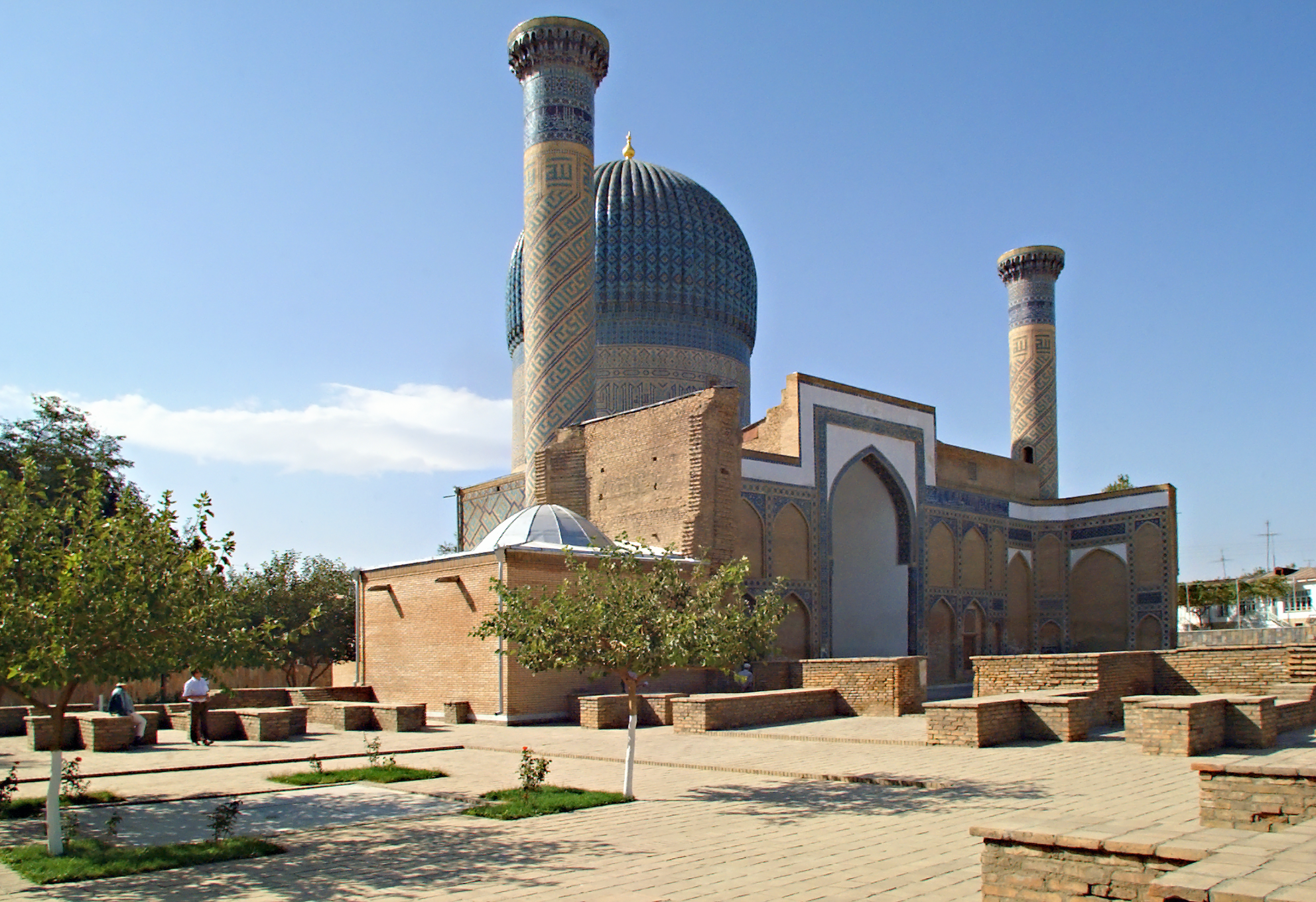
мавзолей Гур Эмир

Після смерті Тимура старший син Міран Шаха — Абу Бакр Мірза прочитав хутбу і відчеканив монети з ім'ям батька.
21 квітня 1408 року він був убитий в битві з військами династії Кара-Коюнлу під проводом Кара Юсуфа в околицях Тебріза.
Він був похований в родинній усипальниці Тимуридів в Гур Емір в Самарканді.

## Перстень Міран-шаха
У 1885 році сходознавець Н. Веселовський придбав в Самарканді датований перстень з ім'ям Міран-шаха. Основну частину персня Міран-шаха становить вставка, виконана зі смарагду мигдалеподібної форми, вся вкрита написом. Камінь укладений в золоту оправу. Напис на персні Міран-шаха містить наступний текст: «Емір ель-умра Азербайджану мірза Міран-шах, син еміра Сахіб-Кира, еміра Тимура Гуркало, 802 рік (хіджри)» (1399—1400 р.)

## Спогади
У 1403 році іспанський посол Руї Гонзалес де Клавихо описував Міран-шаха при зустрічі в Султанії так: У четвер, двадцять шостого червня, опівдні приїхали у велике місто Солтані і там застали Міаха Мірассу (Міраншаха), старшого сина Тамурбека. На другий день, в п'ятницю, вранці вирушили до цього світах Мірассе. А так як у них прийнято, якщо хто-небудь приїжджає, дарувати подарунки, то посланці взяли з собою різні речі: суконні і вовняні одягу, що вони дуже цінують, інші [предмети] — і [все це] відвезли до цього Міаха Мірассе. Застали його в палаці, де поруч був великий сад і де знаходилося багато озброєних людей. Він прийняв їх дуже добре, запросив до себе в намет, де сидів, і запитав про здоров'я короля [Кастилії], нашого сеньйора. Поговоривши трохи, [посланці] пішли бенкетувати, і їли вони по їх звичаєм, а коли зібралися їхати, [світах Мірасса] наказав одягнути їх в сукню з камки.